# Rhaphidophora thaiensis
Rhaphidophora thaiensis är en insektsart som beskrevs av Andrej Vasiljevitj Gorochov 1999. Rhaphidophora thaiensis ingår i släktet Rhaphidophora och familjen grottvårtbitare. Inga underarter finns listade i Catalogue of Life.